# Janakpur Road
Janakpur Road (o Pupri) è una città dell'India di 13.341 abitanti, situata nel distretto di Sitamarhi, nello stato federato del Bihar. In base al numero di abitanti la città rientra nella classe IV (da 10.000 a 19.999 persone).

## Geografia fisica
La città è situata a 26° 28' 60 N e 85° 43' 0 E e ha un'altitudine di 51 m s.l.m..

## Società

### Evoluzione demografica
Al censimento del 2001 la popolazione di Janakpur Road assommava a 13.341 persone, delle quali 7.114 maschi e 6.227 femmine. I bambini di età inferiore o uguale ai sei anni assommavano a 2.261, dei quali 1.220 maschi e 1.041 femmine. Infine, coloro che erano in grado di saper almeno leggere e scrivere erano 8.548, dei quali 5.112 maschi e 3.436 femmine.